# 杜什科·安图诺维奇
杜什科·安图诺维奇（1947年2月24日—2012年2月16日），克罗地亚男子水球运动员。他曾代表南斯拉夫国家队参加1972年和1976年夏季奥林匹克运动会水球比赛，均获得第五名。